# Délégation pour les relations avec la Palestine
La délégation du Parlement européen pour les relations avec la Palestine (DPAL) est une délégation officielle du Parlement européen chargée d'entretenir des relations parlementaires avec le Conseil législatif palestinien (CLP). La délégation joue un rôle clé dans la promotion de l'engagement de l'Union européenne en faveur d'une solution à deux États dans la région.
La DPAL s'inscrit dans le cadre plus large de la coopération parlementaire internationale du Parlement européen et est composé de membres du Parlement européen (MPE) issus de divers groupes politiques et États membres.

## Histoire
La première délégation est créée en 1993 après la signature des accords d'Oslo.
Après la création de l'Autorité nationale palestinienne, en 1994, le Parlement formalise son engagement en établissant une délégation permanente, officiellement intitulée « Délégation pour les relations avec le Conseil législatif palestinien (DPLC) », le 12 décembre 1996. Le 9 septembre 2015, la délégation est rebaptisée « Délégation pour les relations avec la Palestine (DPAL) ». Ce changement fait suite à l'adoption par le Parlement, le 17 décembre 2014, d'une résolution exprimant son soutien de principe à la reconnaissance du statut d'État palestinien.
Bien que les groupes politiques du Parlement aient parfois proposé la création d'une délégation conjointe unique pour gérer les relations avec Israël et les territoires palestiniens, cette proposition n'a pas été mise en œuvre.
De 1999 à 2004, la délégation est présidée par l'eurodéputée italienne Luisa Morgantini, qui joue un rôle important dans la défense du droit au retour des réfugiés palestiniens, ce qui lui vaut d'être incarcérée, en 2025, par les autorités israéliennes. Luisa Morgantini mène des missions à Gaza, condamnant le siège et décrivant le territoire comme une « prison à ciel ouvert ».

## Membres
| Membre                     | Rôle           | Groupe parlementaire européen                                             | Pays      | Parti national/alliance            |
| -------------------------- | -------------- | ------------------------------------------------------------------------- | --------- | ---------------------------------- |
| Lynn Boylan                | Présidente     | Groupe de la Gauche au Parlement européen                                 | Irlande   | Sinn Féin                          |
| Barry Andrews              | Vice-président | Renew Europe                                                              | Irlande   | Fianna Fáil                        |
| Matjaž Nemec               | Vice-président | Alliance progressiste des socialistes et démocrates au Parlement européen | Slovénie  | Sociaux-démocrates                 |
| Maravillas Abadía (en)     | Membre         | Groupe du Parti populaire européen                                        | Espagne   | Parti populaire                    |
| Galáto Alexandráki         | Membre         | Conservateurs et réformistes européens                                    | Grèce     | Solution grecque                   |
| Jaume Asens                | Membre         | Groupe des Verts/Alliance libre européenne                                | Espagne   | Movimiento Sumar                   |
| Adrian-George Axinia (en)  | Membre         | Conservateurs et réformistes européens                                    | Roumanie  | Alliance pour l'unité des Roumains |
| Annalisa Corrado           | Membre         | Alliance progressiste des socialistes et démocrates au Parlement européen | Italie    | Parti démocrate                    |
| Rima Hassan                | Membre         | Groupe de la Gauche au Parlement européen                                 | France    | La France insoumise                |
| Pierre Jouvet              | Membre         | Alliance progressiste des socialistes et démocrates au Parlement européen | France    | Parti socialiste                   |
| Irena Joveva               | Membre         | Renew Europe                                                              | Slovénie  | Mouvement pour la liberté          |
| Leftéris Nikoláou-Alavános | Membre         | NI                                                                        | Grèce     | Parti communiste de Grèce          |
| Villy Søvndal              | Membre         | Groupe des Verts/Alliance libre européenne                                | Danemark  | Socialistisk Folkeparti            |
| Matthieu Valet             | Membre         | Patriotes pour l'Europe                                                   | France    | Rassemblement national             |
| Suppléant                  |                |                                                                           |           |                                    |
| Alex Agius Saliba          | Suppléant      | Alliance progressiste des socialistes et démocrates au Parlement européen | Malte     | Partit Laburista                   |
| Marc Botenga               | Suppléant      | Marc Botenga                                                              | Belgique  | Parti du travail de Belgique       |
| Sigrid Friis Frederiksen   | Suppléante     | Renew Europe                                                              | Danemark  | Radikale Venstre                   |
| Ana Miranda                | Suppléante     | Groupe des Verts/Alliance libre européenne                                | Espagne   | Bloc nationaliste galicien         |
| Irene Montero              | Suppléante     | Groupe de la Gauche au Parlement européen                                 | Espagne   | Podemos                            |
| Leoluca Orlando            | Suppléant      | Groupe des Verts/Alliance libre européenne                                | Italie    | Indépendant                        |
| Elena Sancho Murillo (en)  | Suppléante     | Alliance progressiste des socialistes et démocrates au Parlement européen | Espagne   | Parti socialiste ouvrier espagnol  |
| Antonella Sberna           | Suppléante     | Conservateurs et réformistes européens                                    | Italie    | Frères d'Italie                    |
| Cecilia Strada             | Suppléante     | Alliance progressiste des socialistes et démocrates au Parlement européen | Italie    | Parti démocrate                    |
| Francesco Ventola (en)     | Suppléant      | Conservateurs et réformistes européens                                    | Italie    | Frères d'Italie                    |
| Lucia Yar (en)             | Suppléante     | Renew Europe                                                              | Slovaquie | Slovaquie progressiste             |
| Source                     |                |                                                                           |           |                                    |